# 信太時尚

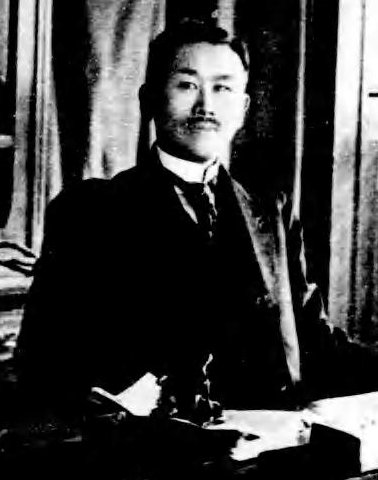
信太時尚

信太 時尚（しのだ ときなお、1877年〈明治10年〉1月 - 1922年〈大正11年〉9月23日）は、日本の内務官僚。

## 経歴
秋田県出身。士族柿岡源十郎の二男として生まれる。信太家には養子に入った。
第二高等学校を経て、1902年（明治35年）東京帝国大学法科大学を卒業。同年11月の文官高等試験に及第し、司法省司法官試補から内務省に転じた。
以後、和歌山、福井、山梨各県の事務官、滋賀県港務部長、島根県内務部長、長崎県港湾部長を歴任するが、この間、呼吸器を患い2年ほどの休養をとっている。
その後、高知県内務部長、長崎県内務部長を経て、1921年（大正10年）12月、富山県知事に任命され、翌年1月12日に着任した。しかし着任後間もなく病気が再発して入院。信太の就任前に既に着手されていた常願寺川水系水力発電所建設計画の改革を図り、その更生案を作成するなどしたが、在任期間のほとんどを病臥し、1922年（大正11年）9月23日、知事在任のまま死去した。